# Ryota Iwabuchi
Ryota Iwabuchi (岩渕 良太 Iwabuchi Ryota?), född 26 april 1990 i Tokyo prefektur, är en japansk fotbollsspelare.
Iwabuchi började sin karriär 2013 i Matsumoto Yamaga FC. Efter Matsumoto Yamaga FC spelade han för Renofa Yamaguchi FC, FC Ryukyu, SC Sagamihara, Grulla Morioka och Fujieda MYFC.